# Дунаваршањ
Дунаваршањ (мађ. Dunavarsány) је насеље у централној Мађарској. Дунаваршањ је веће насеље у оквиру пештанске жупаније. Број сталних становника је око 8.300.

## Географија

### Локација
Дунаваршањ се налази у централном делу Мађарске, источно од реке Рацкевеи-Дунав, око 12 километара јужно од јужне границе Будимпеште. Град се простире на плавној равници Дунава, углавном на песковитом тлу, висина му је 100-115 метара надморске висине, највиша тачка је Варшанско брдо, 115 метара надморске висине. Град је веома подељен, састоји се од неколико одвојених четврти.
Суседна насеља: Такшоњ са севера, Буђи са југоистока, Делеђхаза са југа, Мајошхаза са југозапада, Текел и Сигетхалом са запада и Сигетсентмиклош са северозапада, од ове последње је одвојена реком Рацкевеи-Дунав као природна граница.

## Историја
Иако се у грбу села варша помиње као рибарско оруђе, према истраживањима, назив насеља потиче од истоименог фрагмента аланске (можда јашке или кабарске) етничке групе, која је дошла на ове просторе, заједно са мађарским освајачима.
Његово прво писано помињање датира из 1269. године. Некадашње село из доба Арпада је опустело током инвазије Татара. Године 1270. Стефан V Угарски је поклонио село и околину монахињама на Зечјем острву (Маргитсигет).
За време намесништва Јаноша Хуњадија, ретко насељено подручје у средњем веку пренето је из жупаније Фејер у округ Пешта-Пилиш-Шолт. После протеривања Турака, Леополд I, цар Светог римског царства населио је у то подручје тириншке Швабе. Село Варшањ је од средине 19. века постало власништво таксонаца, а независност је поново стекло 1946. године.
Новија историја Дунаваршања је релативно кратка, али је за то време био насеље које се изузетно динамично развијало (1854. године тадашња варшанска дивљина имала је само 146 становника, али чак и 1900. године само 284). Његов развој се посебно убрзао у последњој деценији. Огромна већина комуналних услуга (вода, гас, телефон, канализациона мрежа) изграђена је од почетка 90-их, од којих је већину инвестиција координирао Дунаваршани у подрегиону. Мрежа установа насеља пружа својим становницима пуну основну негу, али у Дунаваршању постоје и установе и организације које пружају напредно образовање (на пример, уметничка школа, посебно одељење основне школе, привремени дом за старе). „Тренинг камп Непстадион и институције Дунаваршања” (Népstadion és Intézményei Dunavarsányi Edzőtábora) је установа од националног значаја, која је важан спортски центар на обали Дунава.
Поред домаћих, Дунаваршањ се труди да негује и међународне односе. У лето 1999. године, након неколико година упознавања, потписан је братски споразум са Гемингеном у Немачкој, а затим 15. марта 2002. са Шалоцом из Словачке.
Након скоро хиљаду година историје, Дунаваршању је додељена титула града 18. септембра 2004. године, што је долично прославило становништво новог града.

## Становништво
Током пописа 2011, 87% становника се изјаснило као Мађари, 1,2% као Роми, 2,9% као Немци и 0,4% као Румуни (12,9% се није изјаснило). 
Верска дистрибуција је била следећа: римокатолици 32,2%, реформисани 11,9%, лутерани 0,9%, гркокатолици 0,5%, неденоминациони 21,2% (31,5% се није изјаснило).